# Ju 49 (航空機)
ユンカース Ju 49
{{{キャプション}}}
- 用途：実験機
- 分類：単葉機
- 製造者：ユンカース
- 初飛行：1931年10月2日
- 生産数：1機

ユンカース Ju 49は、1930年代の高高度飛行の実験のために与圧室を装備した実験機である。1935年までに12,500 m程度の高度での飛行を行った。
高高度エンジンとして、直立エンジンを2台組み合わせたユンカース L88a倒立型V16エンジンを開発し、高空での性能維持のために2段過給機とインタークーラーを備えた。このエンジンは高度5,800 mで700馬力を発生した。大直径の4翅プロペラを採用し、2名の乗員のために、操縦席は加圧された。高度6,000 m程度での飛行が目的とされた。
ユンカースの伝統的な技法で製作され、ジュラルミン波板外皮による全金属製の片持単葉機である。翼後縁にユンカースの「二重翼」が取り付けられた。大直径のプロペラを採用したために、長い固定脚が採用された。加圧キャビンは前方に2つと両側面、上方の計5つの窓が設けられていたが、視界は限られていたので、着陸時にはペリスコープを用いた。
1931年10月19日の初飛行時点では倒立V型エンジンの開発が完了していなかったので、過給機なしの直列エンジン L88が用いられた。1932年夏に過給エンジンが装備され、実験が始められた。エンジンや過給装置に大きな問題はなく、目標の高度6,000 mを越えて1933年には 10,000 mに達し、1935年には 12,500 mでの飛行を行った。飛行機の高度記録を樹立することはなかったが、この実験は実用機となったJu 86Pなどの開発のためのデータを得ることとなった。
製作されたユンカース Ju 49は1機だけで、民間機登録番号はD2688（後にD-UBAZ）であった。ドイツ航空研究センター (Deutsche Versuchsanstalt fur Luftfahrt)で使用され、1937年10月、墜落して失われた。

## 高高度飛行技術の歴史
1920年代の後半から1930年代にかけて高高度飛行の記録への挑戦が行われた。
酸素マスクをつけて、高空の寒さに耐えながら、1932年9月、シリル・アンウィンズ（Cyril Unwins）が、ヴィッカース ヴェスパで13,408 mに達し、1933年後半にレナト・ドナチ(Renato Donati)がカプロニCa 114で14,433 mに達した。これらの飛行は、高高度へ上昇しただけの飛行で、高高度を長時間飛行できるものでなかった。
1934年9月から、ウィリー・ポストが与圧服の開発を始め、ポストは15,000 mの高度を数時間飛行した。与圧服を使った高高度飛行の記録達成は1936年9月にF.R.スウェインがブリストル 138で15,230 mに到達し、1938年にマリオ・ペチ（Mario Pezzi）がカプロニ Ca 16bisで17,083 mに到達した。与圧服は持続的な高高度の飛行を可能にしたが、着用する操縦士に我慢を強いるものであった。
操縦室を加圧し、加温する試みとしてユンカース Ju 49が最初の実用機であるとされる。しばしばロッキード XC-35が最初の与圧キャビン搭載機とされるが、XC-35の初飛行は1937年5月であり、Ju 49の飛行の後である。ただし1921年にアメリカのデイトン・ライト社がUSD-9Aという機種を改造し、1度だけ実験を行った記録がある。飛行後すぐに調圧弁が壊れ、機体と操縦者は無事だったもの実験は取りやめになった。
出典: Data from Turner & Nowarra 1971, p. 70
諸元
- 乗員: 2
- 全長: 17.21 m （56 ft 5.5 in）
- 全高:
- 翼幅: 28.24 m（92 ft 8 in）
- 空虚重量: 3,590 kg （7,916 lb）
- 運用時重量: 4,250 kg （9,371 lb）
- 動力: ユンカース L88a V-12 、596 kW （700 hp）   × 1

性能
- 最大速度: 146 km/h （91 mph）
- 実用上昇限度: 13,015 m （42,700 ft）